# Резолюція Ради Безпеки ООН 2774
Резолюція Ради Безпеки ООН № 2774 (2025) — документ ООН, запропонований США та схвалений Радою Безпеки 24 лютого 2025 року. Резолюція була внесена другим кабінетом Дональда Трампа після його вступу на посаду президента США місяцем раніше та чергового перезавантаження відносин США із Росією. Текст резолюції складається всього лише з приблизно 50 слів, зокрема, висловлено скорботу з приводу трагічної загибелі людей внаслідок агресії Росії проти України, яку названо «російсько-українським конфліктом», та міститься заклик до негайного примирення України з Росією. Документ розкритикований через відсутність засудження дій Росії, вимоги виведення її військ з України та підтримки територіальної цілісності України.

## Передісторія
| | Ти ж розумієш, Джордже, що Україна — це навіть не держава! Що таке Україна? Частина її території — це Східна Європа, а частина, й значна, подарована нами! |
| — Володимир Путін до Джорджа Буша під час 21-го саміту НАТО м. Бухарест (Румунія), 2–4 квітня 2008 року | |

## Голосування
Проєкт резолюції S/2025/112 підготовлений та поданий на розгляд Раді Безпеки Сполученими Штатами Америки. Прийнятий 24 лютого 2025 року на 9866 засіданні органу 10 голосами (Алжир, Гаяна, Китайська Народна Республіка, Пакистан, Панама, Південна Корея, Росія, Сомалі, США, Сьєрра-Леоне) при 5 утриманих (Греція, Данія, Словенія, Сполучене Королівство, Франція) як S/RES/2774 (2025). Три проєкти поправок до проєкту резолюції, які запропонували Греція, Данія, Словенія, Сполучене Королівство та Франція, зокрема, S/2025/114 не набрав необхідної кількості голосів, S/2025/115 та S/2025/116 заблоковані Росією. А дві поправки (S/2025/117 та S/2025/118), які ініціювала Росія, Радбез відхилив.